# John Cassels
John William Scott Cassels (aussi connu sous le nom de Ian Cassels) né le 11 juillet 1922 à Durham et mort le 27 juillet 2015, est un mathématicien britannique spécialiste de théorie des nombres et de géométrie des nombres.

## Biographie
Cassels étudie à la Neville's Cross Council School de Durham et la George Heriot's School d'Édimbourg, puis à l'université d'Édimbourg où il passe sa maîtrise en 1943.
Son cursus est interrompu par la Seconde Guerre mondiale, durant laquelle il participe à la cryptanalyse d'Enigma à Bletchley Park. Après la guerre, il commence une thèse auprès de Louis Mordell, à l'université de Cambridge ; il la soutient en 1949, et est élu Fellow de Trinity College la même année.
Il est ensuite assistant à l'université de Manchester pendant un an, puis à Cambridge. En 1963, il est titularisé professeur en arithmétique et élu membre de la Royal Society. Il obtient la chaire sadleirienne en 1967, et devient directeur du département de mathématiques pures et de statistique mathématique de Cambridge, de 1969 jusqu'à sa retraite en 1984.

## Distinctions
Cassels reçoit la médaille Sylvester en 1973 et la médaille De Morgan en 1986.
Il est président de la London Mathematical Society de 1976 à 1978 et vice-président de la Royal Society de Londres de 1974 à 1978. Il est membre de celle-ci depuis 1963 et de celle d'Édimbourg depuis 1981. Il siège de 1978 à 1982 au conseil de l'Union mathématique internationale.
Il est orateur invité à l'ICM (Congrès international des mathématiciens) de 1970 à Nice.

## Œuvre
Les premiers travaux de Cassels portent sur les courbes elliptiques. Après avoir travaillé un moment en géométrie des nombres et approximation diophantienne, il revient à la fin des années 1950 à l'arithmétique et aux courbes elliptiques, en reliant, dans une série d'articles, le groupe de Selmer (en) avec la cohomologie galoisienne et en posant quelques-unes des bases de la théorie moderne de la descente infinie. Son résultat le plus connu est probablement sa démonstration — par la construction d'une forme alternée — du fait que l'ordre du groupe de Tate-Shafarevich (en), s'il est fini, doit être un carré.
Cassels étudie des équations diophantiennes particulières par la théorie algébrique des nombres et par des méthodes p-adiques.

## Sélection de publications
Cassels a publié plus de 200 articles. Ses ouvrages ont influencé des générations de mathématiciens et certains ont été réimprimés pendant des décennies.
- (en) An introduction to Diophantine approximation, CUP, coll. « Cambridge Tracts » (no 45), 1972 (1re éd. 1957) (lire en ligne)[4]
- (en) An Introduction to the Geometry of Numbers, Springer, coll. « Springer Classics in Mathematics », 1997 (1re éd. 1959) (lire en ligne)[5]
- (en) « Arithmetic on an elliptic curve », dans Proc. ICM Stockholm 1962
- (en) « Diophantine equations with special reference to elliptic curves », J. London Math. Soc., vol. 41, 1966, p. 193-291
- (en) (éd. avec Albrecht Fröhlich) Algebraic Number Theory, Academic Press, 1967
- (en) « Measures of the non-convexity of sets and the Shapley–Folkman–Starr theorem (en) », Math. Proc. Cambridge Phil. Soc., vol. 78, no 3,‎ 1975, p. 433-436 (DOI 10.1017/S0305004100051884)
- (en) Rational quadratic forms, Academic Press, LMS Monographs, 1978
- (de) « Rationale Quadratische Formen », Jahresbericht DMV, 1980, p. 81
- (en) Economics for mathematicians, CUP, coll. « LMS Lecture Note Series » (no 62), 1981, xi+145 (ISBN 978-0-521-28614-5, lire en ligne)
- (en) Local Fields [détail des éditions], Cambridge, LMS Student Texts 1986
- (en) Lectures on Elliptic Curves, Cambridge, LMS Student Texts, 1991
- (en) (avec Victor Flynn (en)) Prolegomena to a Middlebrow Arithmetic of Curves of Genus 2, Cambridge, LMS Lecture Note Series, 1996
- (en) « Interview », The Mathematical Intelligencer, vol. 23, n° 2, 2001